# Bārāz (ort i Östazarbaijan)
Bārāz (persiska: باراز, Bārāzlū, بارازلو, بازار) är en ort i Iran.   Den ligger i provinsen Östazarbaijan, i den nordvästra delen av landet, 500 km väster om huvudstaden Teheran. Bārāz ligger 1 680 meter över havet och antalet invånare är 660.
Terrängen runt Bārāz är huvudsakligen kuperad. Bārāz ligger nere i en dal. Runt Bārāz är det ganska tätbefolkat, med 155 invånare per kvadratkilometer. Närmaste större samhälle är Marāgheh, 18,4 km söder om Bārāz. Trakten runt Bārāz består i huvudsak av gräsmarker.